# Маршал (Северна Каролина)
Маршал (енгл. Marshall) град је у америчкој савезној држави Северна Каролина.

## Демографија
По попису из 2010. године број становника је 872, што је 32 (3,8%) становника више него 2000. године.
| Група             | 2000.       | 2010.       |
| Белци             | 825 (98,2%) | 840 (96,3%) |
| Афроамериканци    | 4 (0,5%)    | 0 (0,0%)    |
| Азијати           | 2 (0,2%)    | 1 (0,1%)    |
| Хиспаноамериканци | 5 (0,6%)    | 12 (1,4%)   |
| Укупно            | 840         | 872         |